# Moscheea Ömeriye
Moscheea Ömeriye este un monument istoric din Nicosia. Lăcașul a fost construit în secolul al XIV-lea ca mănăstire a călugărilor augustini. Biserica a avut hramul Adormirea Maicii Domnului.
După cucerirea otomană din 1570 lăcașul a fost transformat în moschee și i-a fost adăugat minaretul.

## Galerie de imagini

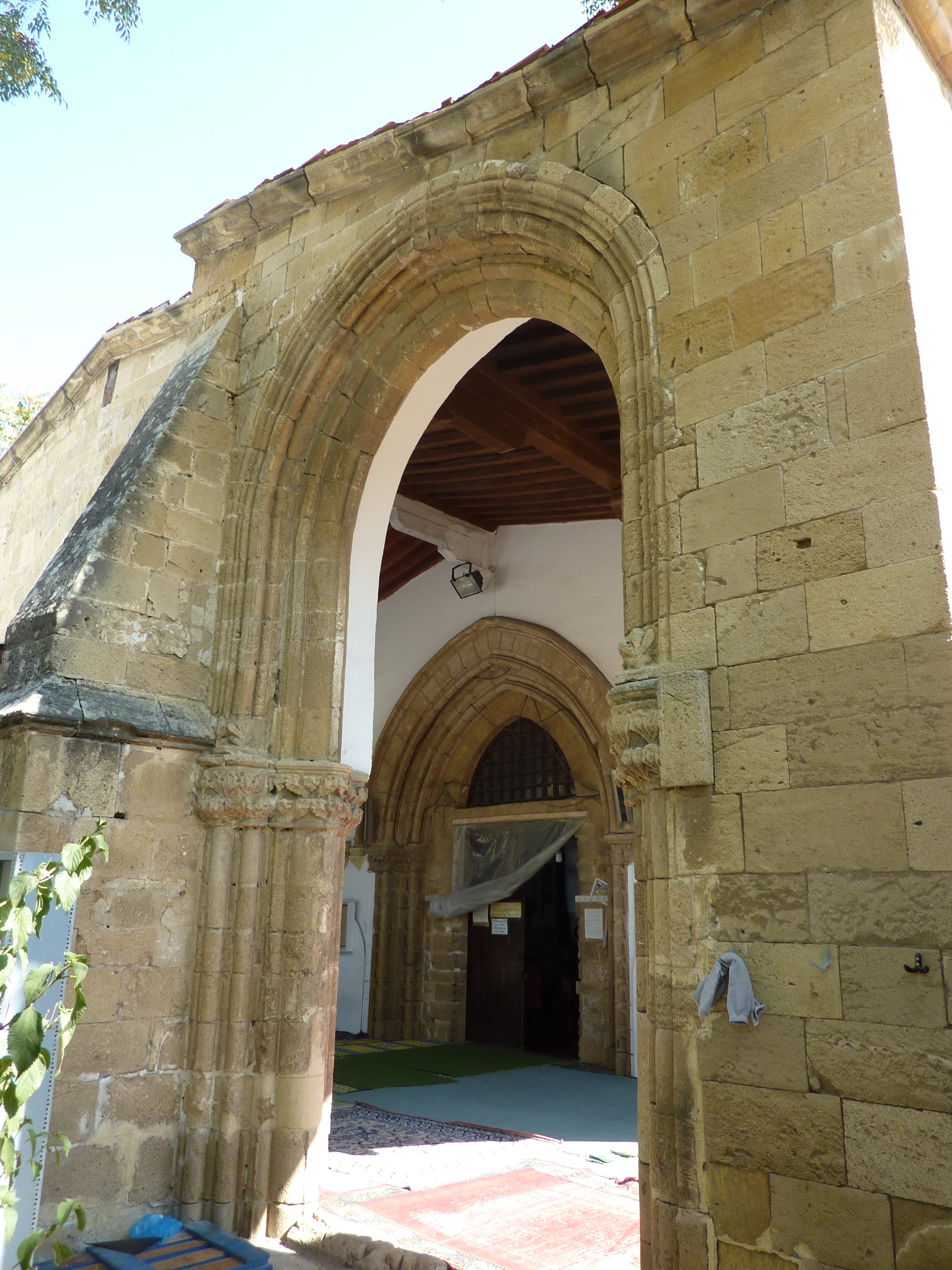
Fostul pronaos
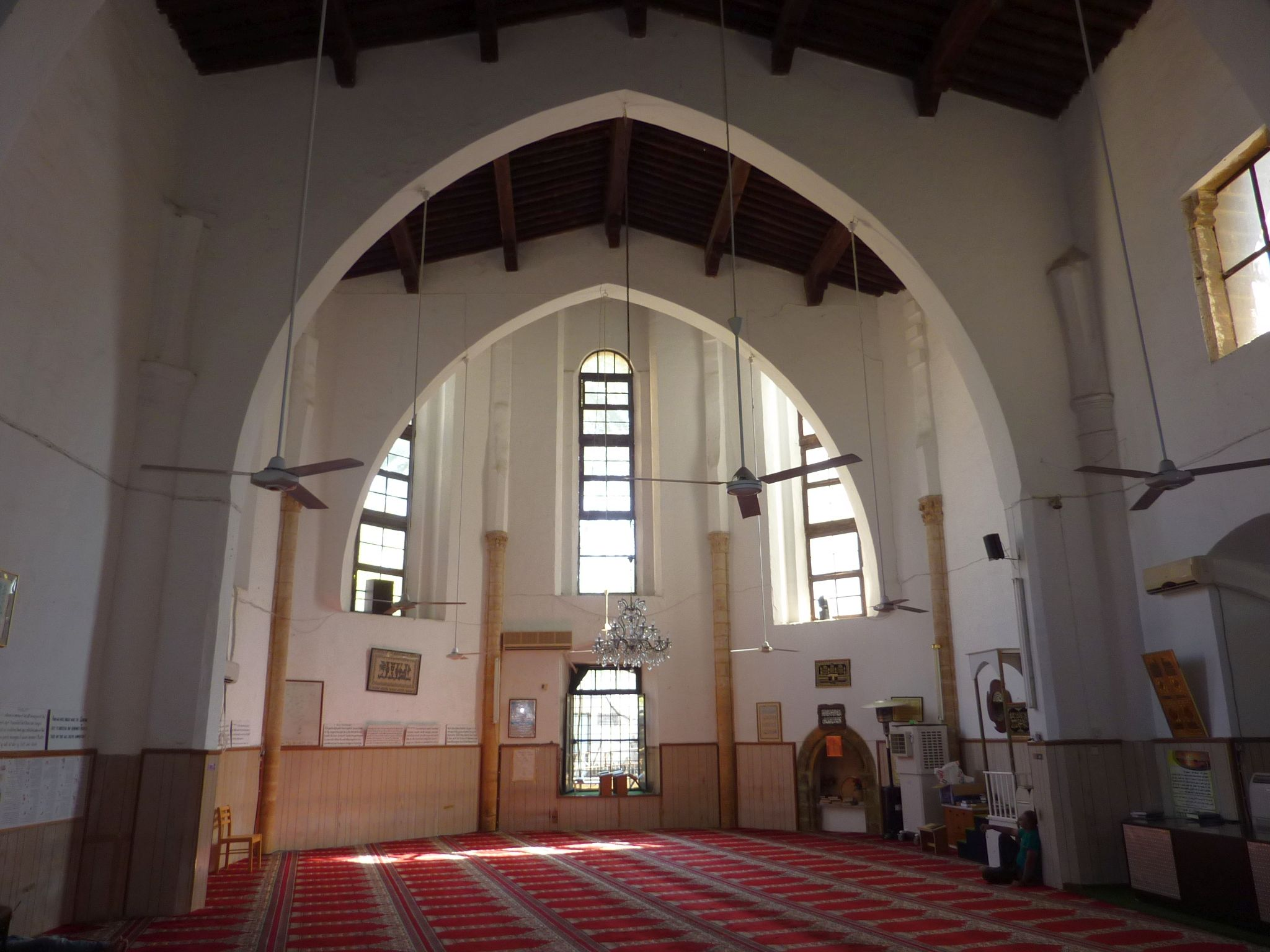
Interior